# Vítor (football, 1984)
 (septembre 2013).
Pour les articles homonymes, voir Vítor.
Vítor Emanuel Cruz da Silva, dit Vítor, est un footballeur portugais né le 7 janvier 1984 à Penafiel. Il évolue au poste de milieu de terrain.

## Biographie
Le 3 septembre 2013, il est transféré au Sporting CP, l'un des trois grands clubs du Portugal, après deux saisons pleines en première division dans le club du FC Paços de Ferreira où il est l'un des grands artisans de la saison 2012-2013 historique du FC Paços de Ferreira (3e place du classement).
N'ayant jamais réussit à s'imposer sous les couleurs du Sporting lors de la saison 2013-2014 (seulement trois titularisations en championnat), il est transféré le 25 août 2014 dans le club espagnol du CF Reus Deportiu qui évolue en Championnat d'Espagne de football D3 ("Segunda División B"). Le contrat prévoit que le Sporting touche 25 % d'une éventuelle future vente dépassant les 300 000 €.

## Statistiques
| Saison      | Club           | Pays     | Championnat | Championnat | Championnat | Coupes nationales | Coupes nationales | Coupe d'Europe | Coupe d'Europe | Coupe d'Europe | Total  | Total |
| Saison      | Club           | Pays     | Division    | Matchs      | Buts        | Matchs            | Buts              | Type           | Matchs         | Buts           | Matchs | Buts  |
| ----------- | -------------- | -------- | ----------- | ----------- | ----------- | ----------------- | ----------------- | -------------- | -------------- | -------------- | ------ | ----- |
| 2011 - 2012 | Paços Ferreira | Portugal | Liga        | 28          | 2           | 5                 | 0                 | -              | -              | -              | 33     | 2     |
| 2012 - 2013 | Paços Ferreira | Portugal | Liga        | 29          | 5           | 7                 | 3                 | -              | -              | -              | 36     | 8     |
| 2013 - 2014 | Paços Ferreira | Portugal | Liga        | 2           | 0           | 0                 | 0                 | C1             | 2              | 0              | 4      | 0     |
| 2013 - 2014 | Sporting CP    | Portugal | Liga        | 10          | 0           | 4                 | 2                 | -              | -              | -              | 14     | 2     |

Dernière mise à jour le 29 août 2014.